# Reo
Reo là một chi nhện trong họ Mimetidae.

## Hình ảnh

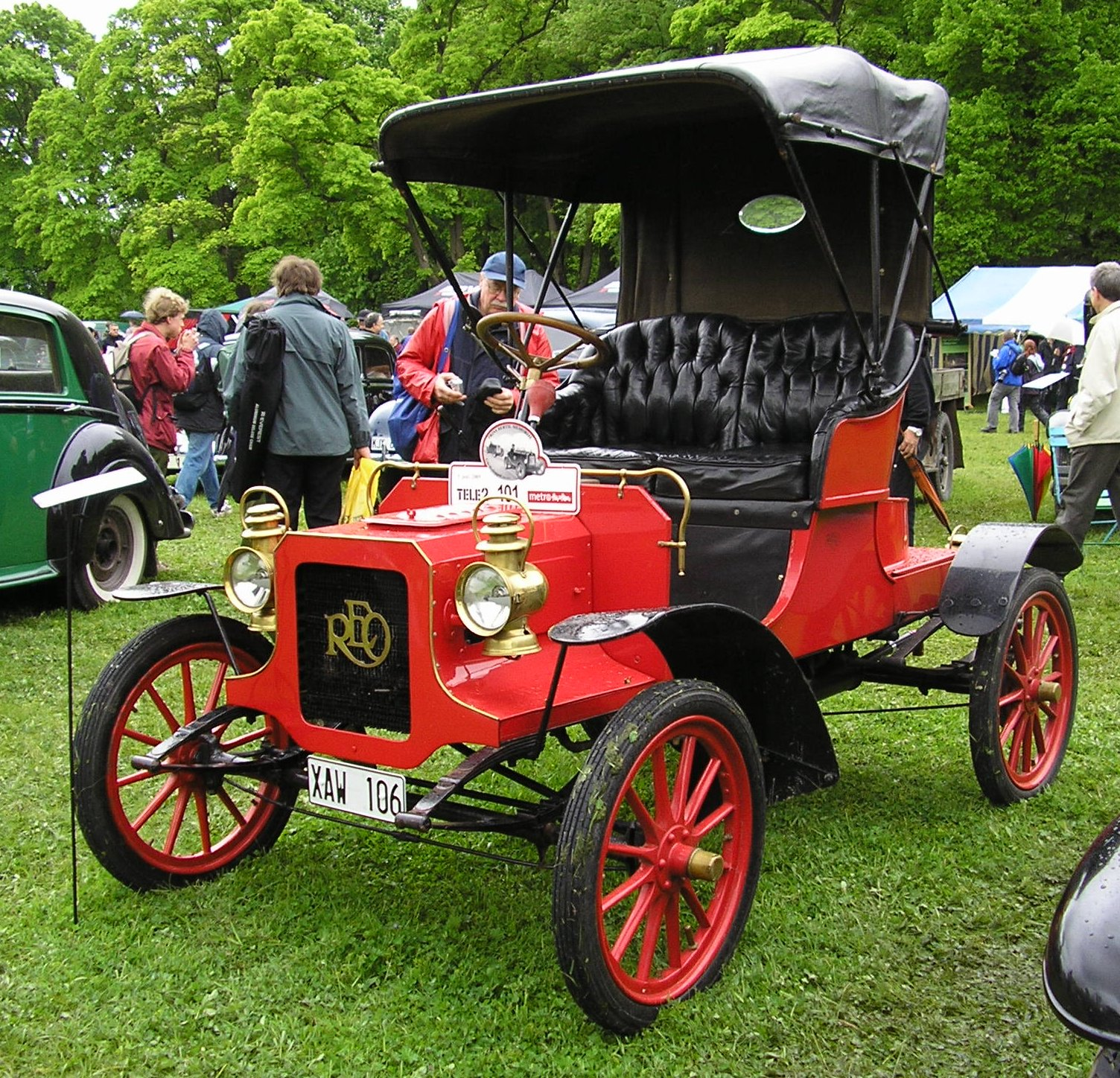
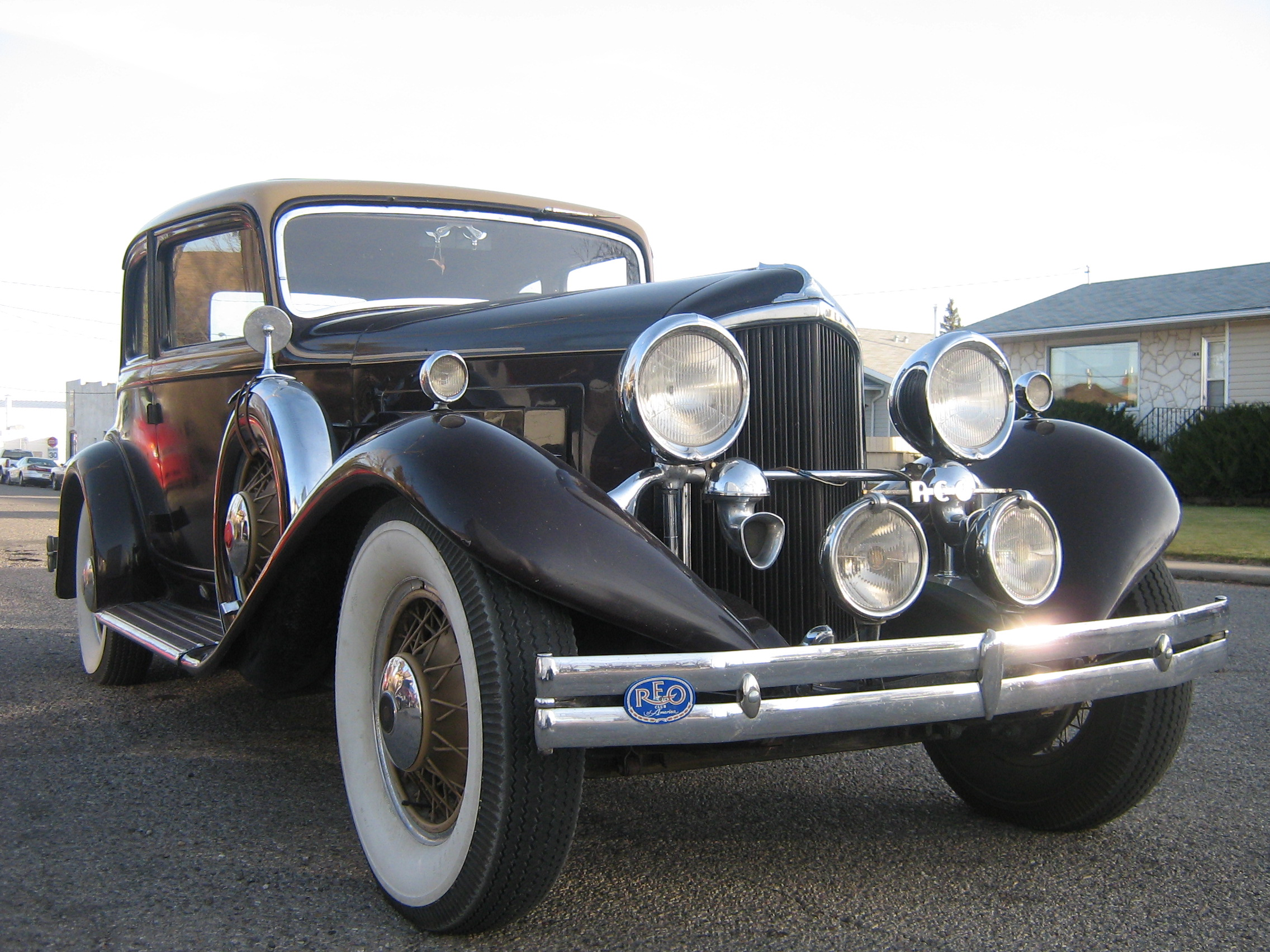
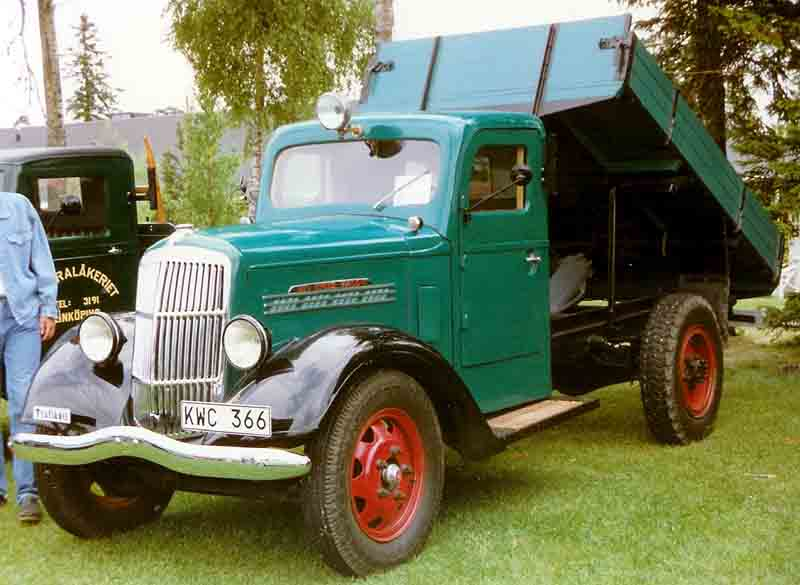
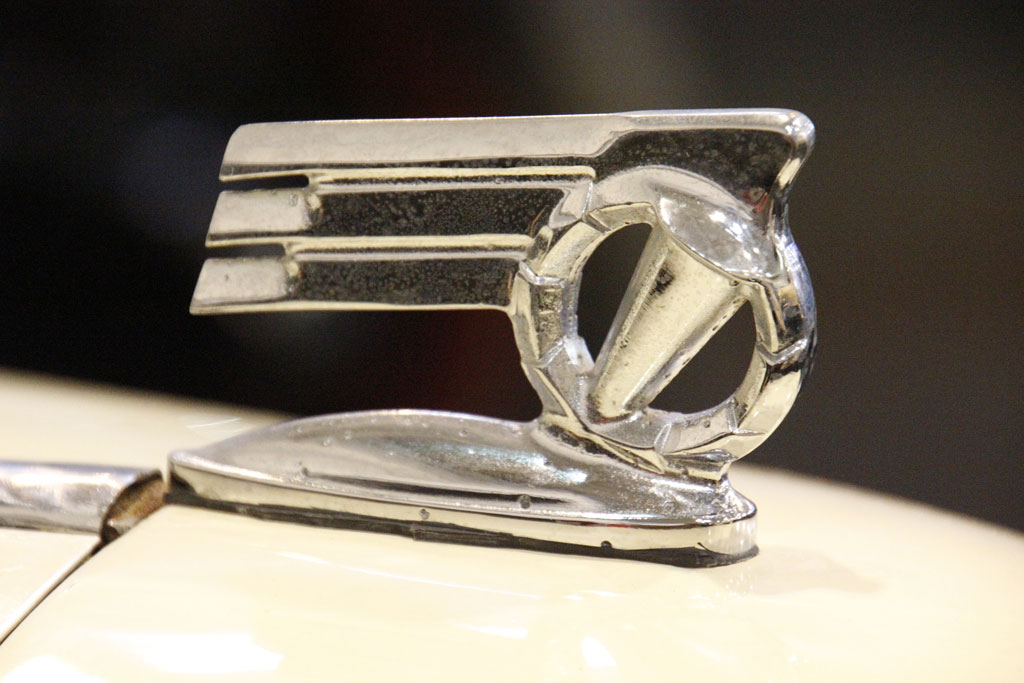